# Liste der Gemeinden in der Provinz Córdoba
Die spanische Provinz Córdoba hat 77 Gemeinden (Stand 1. Januar 2019).

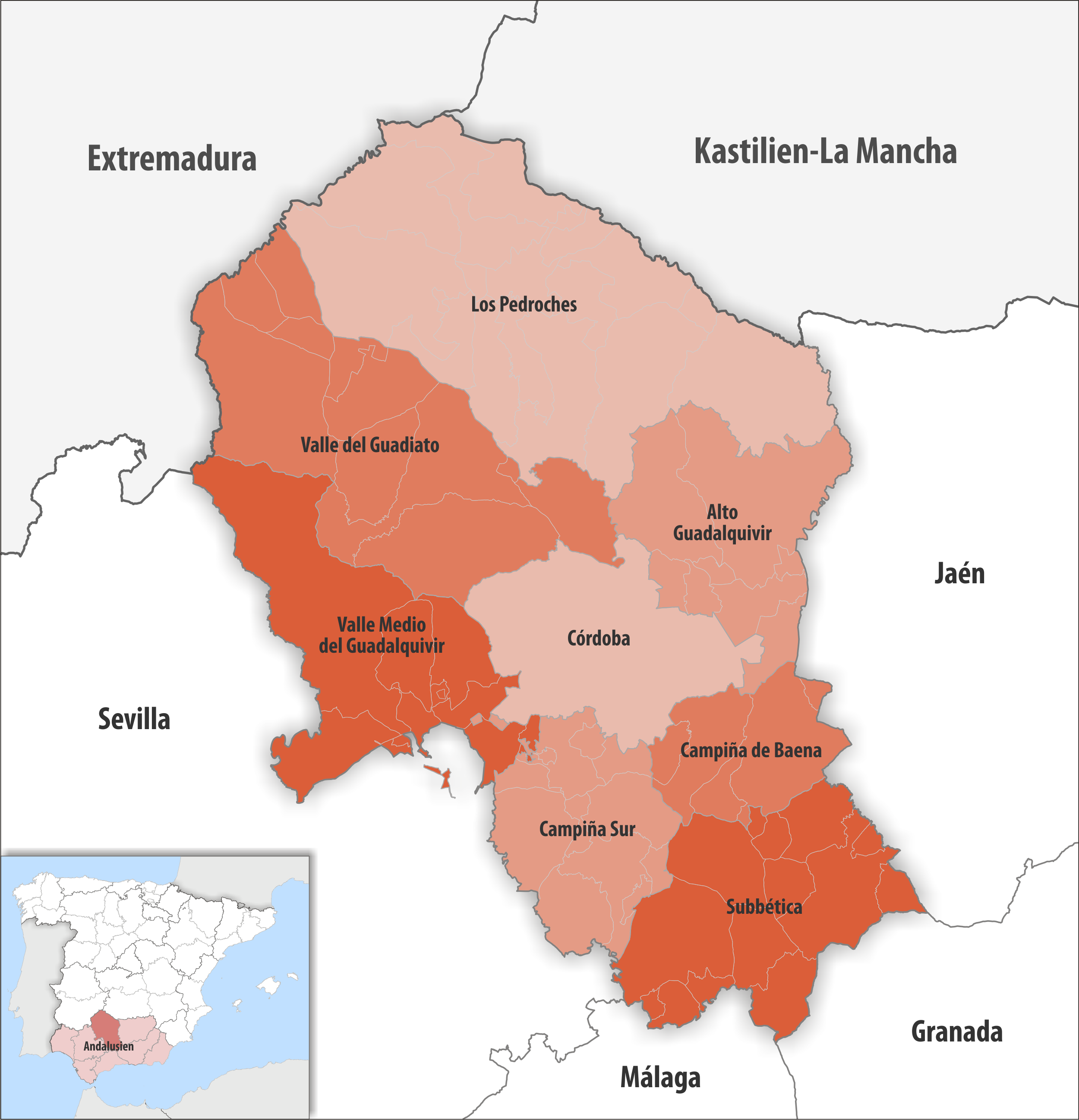
Comarcas in der Provinz Córdoba

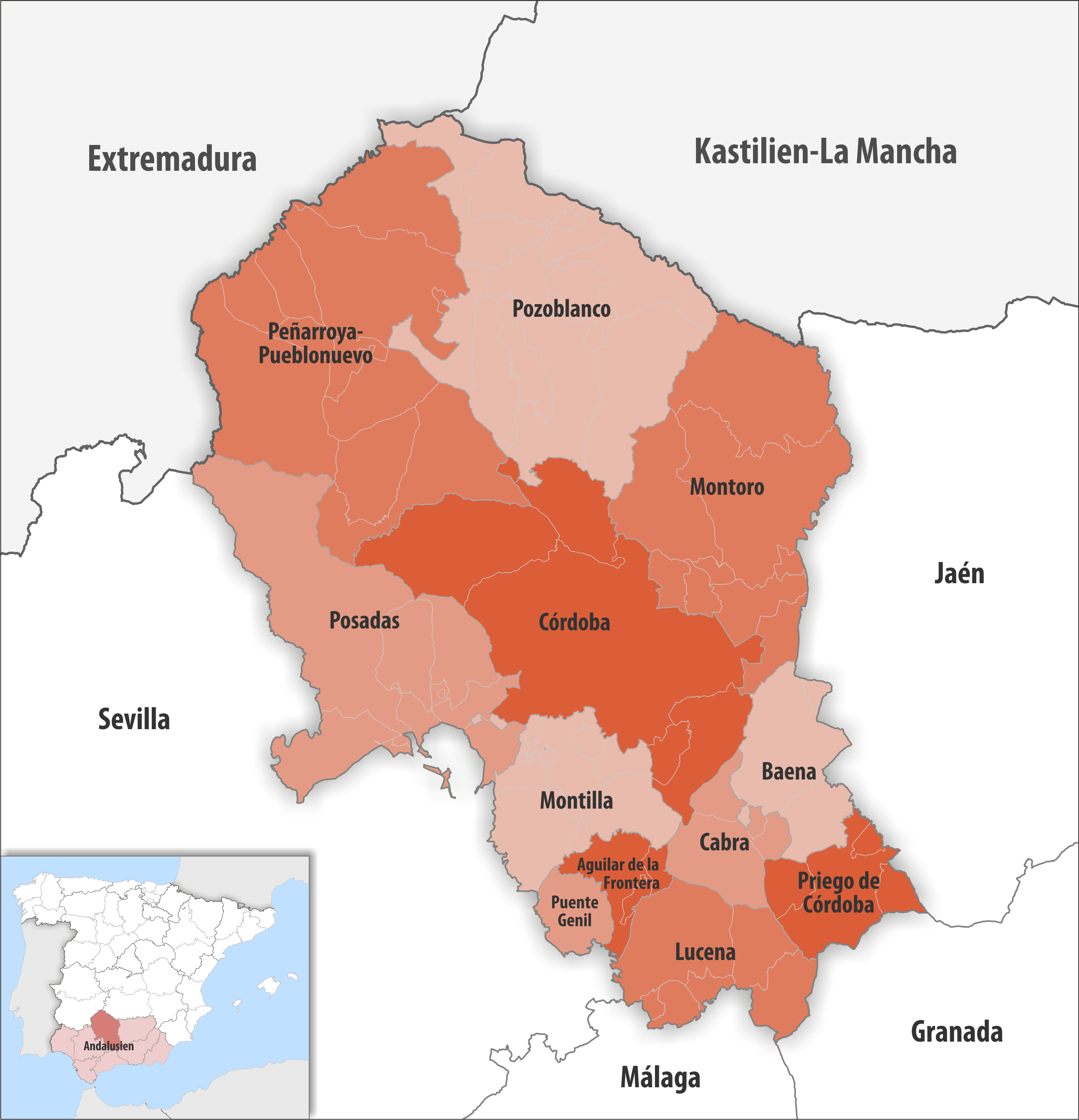
Gerichtsbezirke in der Provinz Córdoba

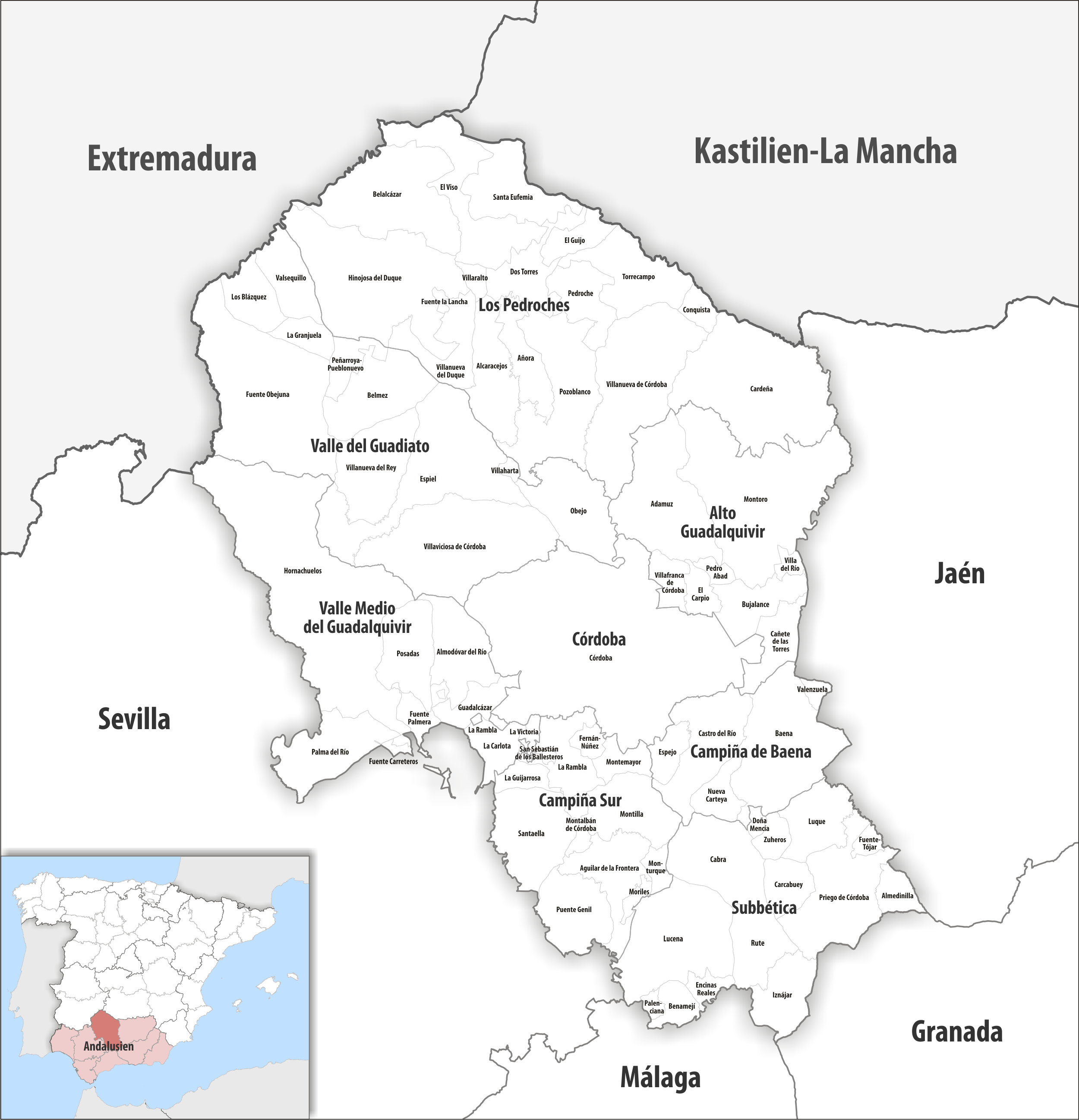
Gemeinden und Comarcas in der Provinz Córdoba

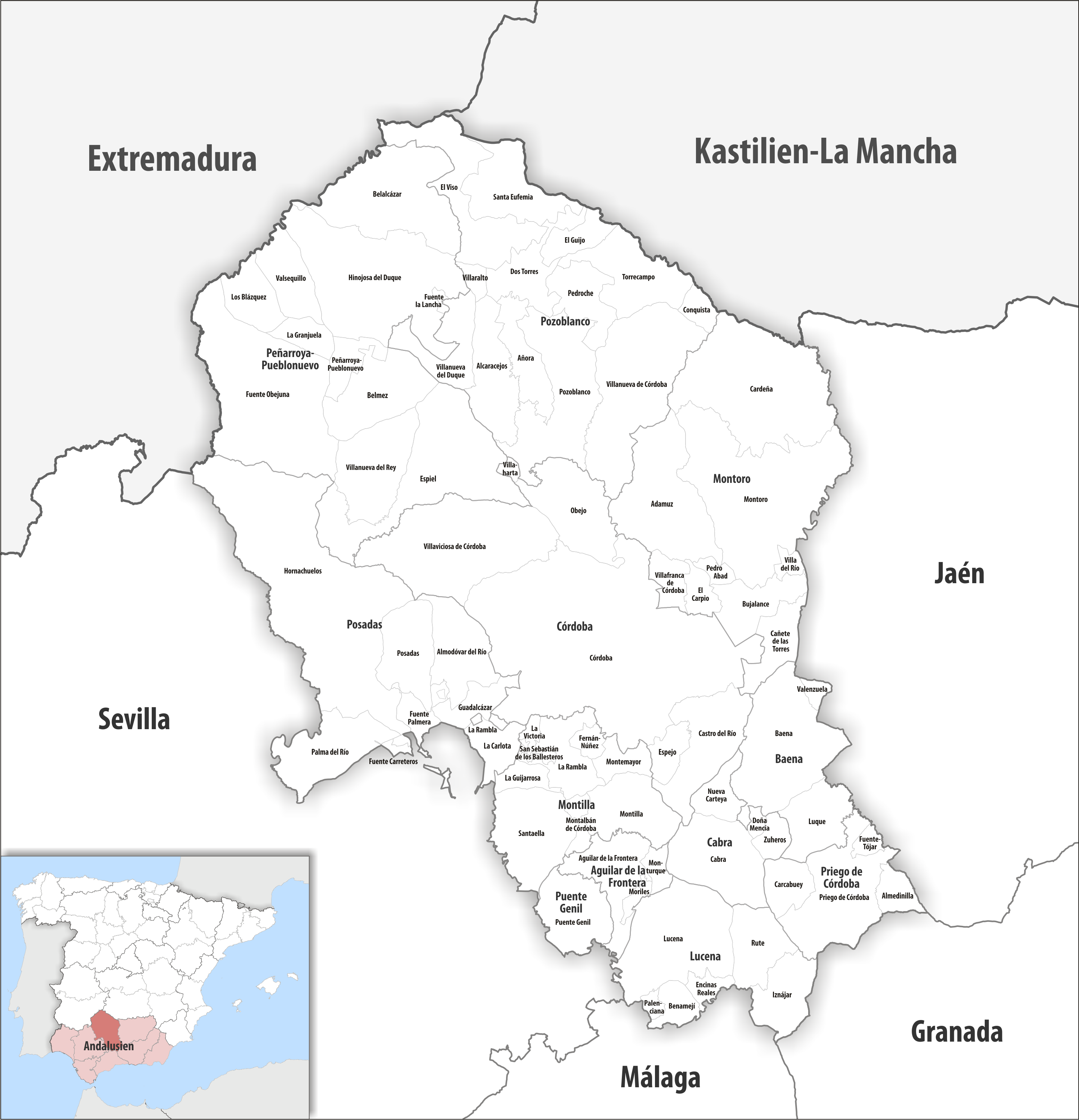
Gemeinden und Gerichtsbezirke in der Provinz Córdoba

| Wappen | Gemeinden                        | Einwohner (2024) | Fläche km² | Dichte Einw./km² | Cod INE | Comarca                      | Gerichtsbezirk         |
| ------ | -------------------------------- | ---------------- | ---------- | ---------------- | ------- | ---------------------------- | ---------------------- |
|        | Adamuz                           | 4.091            | 334,98     | 12               | 14001   | Alto Guadalquivir            | Montoro                |
|        | Aguilar de la Frontera           | 13.210           | 166,01     | 80               | 14002   | Campiña Sur                  | Aguilar de la Frontera |
|        | Alcaracejos                      | 1.501            | 175,87     | 9                | 14003   | Los Pedroches                | Pozoblanco             |
|        | Almedinilla                      | 2.323            | 55,52      | 42               | 14004   | Subbética                    | Priego de Córdoba      |
|        | Almodóvar del Río                | 7.981            | 172,53     | 46               | 14005   | Valle Medio del Guadalquivir | Posadas                |
|        | Añora                            | 1.503            | 112,25     | 13               | 14006   | Los Pedroches                | Pozoblanco             |
|        | Baena                            | 18.436           | 362,40     | 51               | 14007   | Campiña de Baena             | Baena                  |
|        | Belalcázar                       | 3.099            | 356,00     | 9                | 14008   | Los Pedroches                | Peñarroya-Pueblonuevo  |
|        | Belmez                           | 2.818            | 207,39     | 14               | 14009   | Valle del Guadiato           | Peñarroya-Pueblonuevo  |
|        | Benamejí                         | 4.910            | 53,35      | 92               | 14010   | Subbética                    | Lucena                 |
|        | Los Blázquez                     | 635              | 102,44     | 6                | 14011   | Valle del Guadiato           | Peñarroya-Pueblonuevo  |
|        | Bujalance                        | 7.134            | 124,81     | 57               | 14012   | Alto Guadalquivir            | Montoro                |
|        | Cabra                            | 20.024           | 229,08     | 87               | 14013   | Subbética                    | Cabra                  |
|        | Cañete de las Torres             | 2.806            | 103,52     | 27               | 14014   | Alto Guadalquivir            | Montoro                |
|        | Carcabuey                        | 2.299            | 79,82      | 29               | 14015   | Subbética                    | Priego de Córdoba      |
|        | Cardeña                          | 1.422            | 513,78     | 3                | 14016   | Los Pedroches                | Montoro                |
|        | La Carlota                       | 14.381           | 79,26      | 181              | 14017   | Valle Medio del Guadalquivir | Posadas                |
|        | El Carpio                        | 4.325            | 46,68      | 93               | 14018   | Alto Guadalquivir            | Montoro                |
|        | Castro del Río                   | 7.612            | 219,74     | 35               | 14019   | Campiña de Baena             | Córdoba                |
|        | Conquista                        | 373              | 38,77      | 10               | 14020   | Los Pedroches                | Pozoblanco             |
|        | Córdoba                          | 322.811          | 1.254.62   | 257.425          | 14021   | Córdoba                      | Córdoba                |
|        | Doña Mencía                      | 4.478            | 15,31      | 292              | 14022   | Subbética                    | Cabra                  |
|        | Dos Torres                       | 2.365            | 129,06     | 18               | 14023   | Los Pedroches                | Pozoblanco             |
|        | Encinas Reales                   | 2.234            | 33,36      | 67               | 14024   | Subbética                    | Lucena                 |
|        | Espejo                           | 3.177            | 56,48      | 56               | 14025   | Campiña de Baena             | Córdoba                |
|        | Espiel                           | 2.341            | 437,27     | 5                | 14026   | Valle del Guadiato           | Peñarroya-Pueblonuevo  |
|        | Fernán-Núñez                     | 9.638            | 30,49      | 316              | 14027   | Campiña Sur                  | Montilla               |
|        | Fuente Carreteros                | 1.067            | 9,35       | 114              | 14901   | Valle Medio del Guadalquivir | Posadas                |
|        | Fuente la Lancha                 | 339              | 7,83       | 43               | 14028   | Los Pedroches                | Peñarroya-Pueblonuevo  |
|        | Fuente Obejuna                   | 4.346            | 591,39     | 7                | 14029   | Valle del Guadiato           | Peñarroya-Pueblonuevo  |
|        | Fuente Palmera                   | 9.907            | 65,38      | 152              | 14030   | Valle Medio del Guadalquivir | Posadas                |
|        | Fuente-Tójar                     | 681              | 23,66      | 29               | 14031   | Subbética                    | Priego de Córdoba      |
|        | La Granjuela                     | 414              | 56,15      | 7                | 14032   | Valle del Guadiato           | Peñarroya-Pueblonuevo  |
|        | Guadalcázar                      | 1.556            | 72,18      | 22               | 14033   | Valle Medio del Guadalquivir | Posadas                |
|        | La Guijarrosa                    | 1.333            | 45,66      | 29               | 14902   | Campiña Sur                  | Montilla               |
|        | El Guijo                         | 346              | 67,40      | 5                | 14034   | Los Pedroches                | Pozoblanco             |
|        | Hinojosa del Duque               | 6.563            | 531,47     | 12               | 14035   | Los Pedroches                | Peñarroya-Pueblonuevo  |
|        | Hornachuelos                     | 4.390            | 909,20     | 5                | 14036   | Valle Medio del Guadalquivir | Posadas                |
|        | Iznájar                          | 3.739            | 136,80     | 27               | 14037   | Subbética                    | Lucena                 |
|        | Lucena                           | 43.086           | 352,05     | 122              | 14038   | Subbética                    | Lucena                 |
|        | Luque                            | 2.809            | 140,69     | 20               | 14039   | Subbética                    | Baena                  |
|        | Montalbán de Córdoba             | 4.435            | 34,15      | 130              | 14040   | Campiña Sur                  | Montilla               |
|        | Montemayor                       | 3.885            | 58,46      | 66               | 14041   | Campiña Sur                  | Montilla               |
|        | Montilla                         | 22.333           | 169,03     | 132              | 14042   | Campiña Sur                  | Montilla               |
|        | Montoro                          | 9.049            | 585,42     | 15               | 14043   | Alto Guadalquivir            | Montoro                |
|        | Monturque                        | 1.933            | 32,54      | 59               | 14044   | Campiña Sur                  | Aguilar de la Frontera |
|        | Moriles                          | 3.643            | 19,59      | 186              | 14045   | Campiña Sur                  | Aguilar de la Frontera |
|        | Nueva Carteya                    | 5.307            | 69,33      | 77               | 14046   | Campiña de Baena             | Cabra                  |
|        | Obejo                            | 2.085            | 214,65     | 10               | 14047   | Valle del Guadiato           | Córdoba                |
|        | Palenciana                       | 1.431            | 16,13      | 89               | 14048   | Subbética                    | Lucena                 |
|        | Palma del Río                    | 20.546           | 200,19     | 103              | 14049   | Valle Medio del Guadalquivir | Posadas                |
|        | Pedro Abad                       | 2.817            | 23,46      | 120              | 14050   | Alto Guadalquivir            | Montoro                |
|        | Pedroche                         | 1.456            | 121,65     | 12               | 14051   | Los Pedroches                | Pozoblanco             |
|        | Peñarroya-Pueblonuevo            | 10.289           | 64,88      | 159              | 14052   | Valle del Guadiato           | Peñarroya-Pueblonuevo  |
|        | Posadas                          | 7.224            | 160,28     | 45               | 14053   | Valle Medio del Guadalquivir | Posadas                |
|        | Pozoblanco                       | 16.946           | 329,91     | 51               | 14054   | Los Pedroches                | Pozoblanco             |
|        | Priego de Córdoba                | 21.826           | 288,27     | 76               | 14055   | Subbética                    | Priego de Córdoba      |
|        | Puente Genil                     | 29.844           | 170,76     | 175              | 14056   | Campiña Sur                  | Puente Genil           |
|        | La Rambla                        | 7.438            | 135,08     | 55               | 14057   | Campiña Sur                  | Montilla               |
|        | Rute                             | 9.765            | 131,93     | 74               | 14058   | Subbética                    | Lucena                 |
|        | San Sebastián de los Ballesteros | 854              | 10,51      | 81               | 14059   | Campiña Sur                  | Montilla               |
|        | Santa Eufemia                    | 710              | 187,83     | 4                | 14061   | Los Pedroches                | Pozoblanco             |
|        | Santaella                        | 4.655            | 226,14     | 21               | 14060   | Campiña Sur                  | Montilla               |
|        | Torrecampo                       | 1.000            | 196,60     | 5                | 14062   | Los Pedroches                | Pozoblanco             |
|        | Valenzuela                       | 1.041            | 19,04      | 55               | 14063   | Campiña de Baena             | Baena                  |
|        | Valsequillo                      | 362              | 122,03     | 3                | 14064   | Valle del Guadiato           | Peñarroya-Pueblonuevo  |
|        | La Victoria                      | 2.335            | 19,44      | 120              | 14065   | Valle Medio del Guadalquivir | Montilla               |
|        | Villa del Río                    | 6.863            | 22,07      | 311              | 14066   | Alto Guadalquivir            | Montoro                |
|        | Villafranca de Córdoba           | 4.886            | 58,32      | 84               | 14067   | Alto Guadalquivir            | Montoro                |
|        | Villaharta                       | 634              | 11,96      | 53               | 14068   | Valle del Guadiato           | Córdoba                |
|        | Villanueva de Córdoba            | 8.381            | 429,52     | 20               | 14069   | Los Pedroches                | Pozoblanco             |
|        | Villanueva del Duque             | 1.404            | 137,55     | 10               | 14070   | Los Pedroches                | Pozoblanco             |
|        | Villanueva del Rey               | 1.014            | 215,80     | 5                | 14071   | Valle del Guadiato           | Peñarroya-Pueblonuevo  |
|        | Villaralto                       | 1.075            | 24,18      | 44               | 14072   | Los Pedroches                | Pozoblanco             |
|        | Villaviciosa de Córdoba          | 3.064            | 468,74     | 7                | 14073   | Valle del Guadiato           | Córdoba                |
|        | El Viso                          | 2.511            | 254,36     | 10               | 14074   | Los Pedroches                | Pozoblanco             |
|        | Zuheros                          | 608              | 42,21      | 14               | 14075   | Subbética                    | Cabra                  |
|        | Provinz Córdoba                  | 772.152          | 13.771,31  | 56               | 14000   | –                            | –                      |

- Karte mit allen verlinkten Seiten:
- OSM |
- WikiMap